# Bogosia antinorii
Bogosia antinorii är en tvåvingeart som beskrevs av Camillo Rondani 1873. Bogosia antinorii ingår i släktet Bogosia och familjen parasitflugor. Inga underarter finns listade i Catalogue of Life.